# Flavio Scano
Flavio Scano (Cagliari, 12 novembre 1896 – Cagliari, 20 settembre 1952) è stato un architetto e ingegnere italiano.
Figlio di Dionigi Scano, fu attivo soprattutto negli anni venti e trenta del XX secolo, quando, anche grazie all'adesione al Fascismo, fu incaricato di progettare, oltre a molte residenze private, numerosi edifici e monumenti per il regime, soprattutto a Cagliari e Arborea.

## Biografia
Flavio Scano nasce a Cagliari in una famiglia della media borghesia cittadina da Dionigi Scano, architetto nativo di Sanluri, in quegli anni uno dei più famosi della Sardegna.
Durante la I guerra mondiale, alla quale partecipò come tenente, a Caporetto rimase gravemente ferito alle  gambe da due bombe a mano austriache. Questo fatto valse allo Scano una medaglia d'argento al valor militare, ma fu anche la causa di dolori che persistettero per tutta la vita, e lo portarono a una morte precoce.
Dopo gli anni di guerra e quelli passati in diverse clniche riesce a laurearsi nel 1922 a Roma, con una tesi su progetti di villini. L'anno seguente aderisce al Partito Fascista, fra i primi a Cagliari.
Nello stesso tempo a Cagliari, con un progetto tratto dalla propria tesi di laurea, realizza la villa Rossi-Chiappe, in viale Trento e situata a fianco alla villa di famiglia, anch'essa in costruzione in quegli anni, per la quale progettò il muro esterno, ancora oggi esistente.
Nel 1935 Mussolini lo nomina vicepresidente della Camera di Commercio di Cagliari.
Muore nel 1952 a causa di complicazioni delle sue ferite.

## Opere principali

### Cagliari
- Villa Rossi-Chiappe, 1923
- Villa Scano, 1926
- Palazzo Scano, 1929-1933.
- Palazzo Tirso
- Palazzo del Comando legione carabinieri Sardegna

### Arborea
- Idrovora di Sassu (1933-1934)
- Idrovora di Luri (1934)